# Run (chanson de Snow Patrol)
Pour les articles homonymes, voir Run.
Singles de Snow Patrol
Spitting Games Chocolate
Run est le nom du second single extrait de l'album Final Straw (2003) du groupe irlandais de rock indépendant Snow Patrol.
C'est avec ce single que le groupe s'est fait connaître du grand public, et notamment aux États-Unis. Le titre a aussi été diffusé sur les radios françaises l'été 2004.
La chanteuse britannique Leona Lewis a repris la chanson avec succès en 2008.

## Différents formats
- 10″ (500 copies)

1. Run - Jackknife Lee Remix
2. Run - Freelance Hellraiser Remix

- E-CD

1. Run
2. Run (vidéo)
3. Post Punk Progression
4. Spitting games (version 2001 country)

- 7″

1. Run
2. Post Punk Progression

## Classements hebdomadaires
| Classement (2004/2009)         | Meilleure position |
| ------------------------------ | ------------------ |
| Allemagne (GfK Entertainment)  | 92                 |
| Irlande (IRMA)                 | 25                 |
| Pays-Bas (Single Top 100)      | 71                 |
| Royaume-Uni (UK Singles Chart) | 5                  |
| Royaume-Uni (UK Rock Chart)    | 1                  |

## Certifications
| Pays              | Certification | Unités certifiées |
| ----------------- | ------------- | ----------------- |
| Royaume-Uni (BPI) | Platine       | 600 000           |

## Version de Leona Lewis
Run a été repris en 2008 par la chanteuse britannique Leona Lewis. Cette version s'est classée en tête des ventes de singles au Royaume-Uni, en Irlande et en Autriche.

### Classements hebdomadaires
| Classement (2008-2009)             | Meilleure position |
| ---------------------------------- | ------------------ |
| Allemagne (GfK Entertainment)      | 3                  |
| Autriche (Ö3 Austria Top 40)       | 1                  |
| Canada (Canadian Hot 100)          | 13                 |
| États-Unis (Billboard Hot 100)     | 81                 |
| Finlande (Suomen virallinen lista) | 7                  |
| Irlande (IRMA)                     | 1                  |
| Pays-Bas (Single Top 100)          | 77                 |
| Royaume-Uni (UK Singles Chart)     | 1                  |
| Suède (Sverigetopplistan)          | 13                 |
| Suisse (Schweizer Hitparade)       | 2                  |

### Certifications
| Pays              | Certification | Unités certifiées |
| ----------------- | ------------- | ----------------- |
| Autriche (IFPI)   | Or            | 15 000            |
| Royaume-Uni (BPI) | 2 × Platine   | 1 200 000         |